# In the Court of the Crimson King

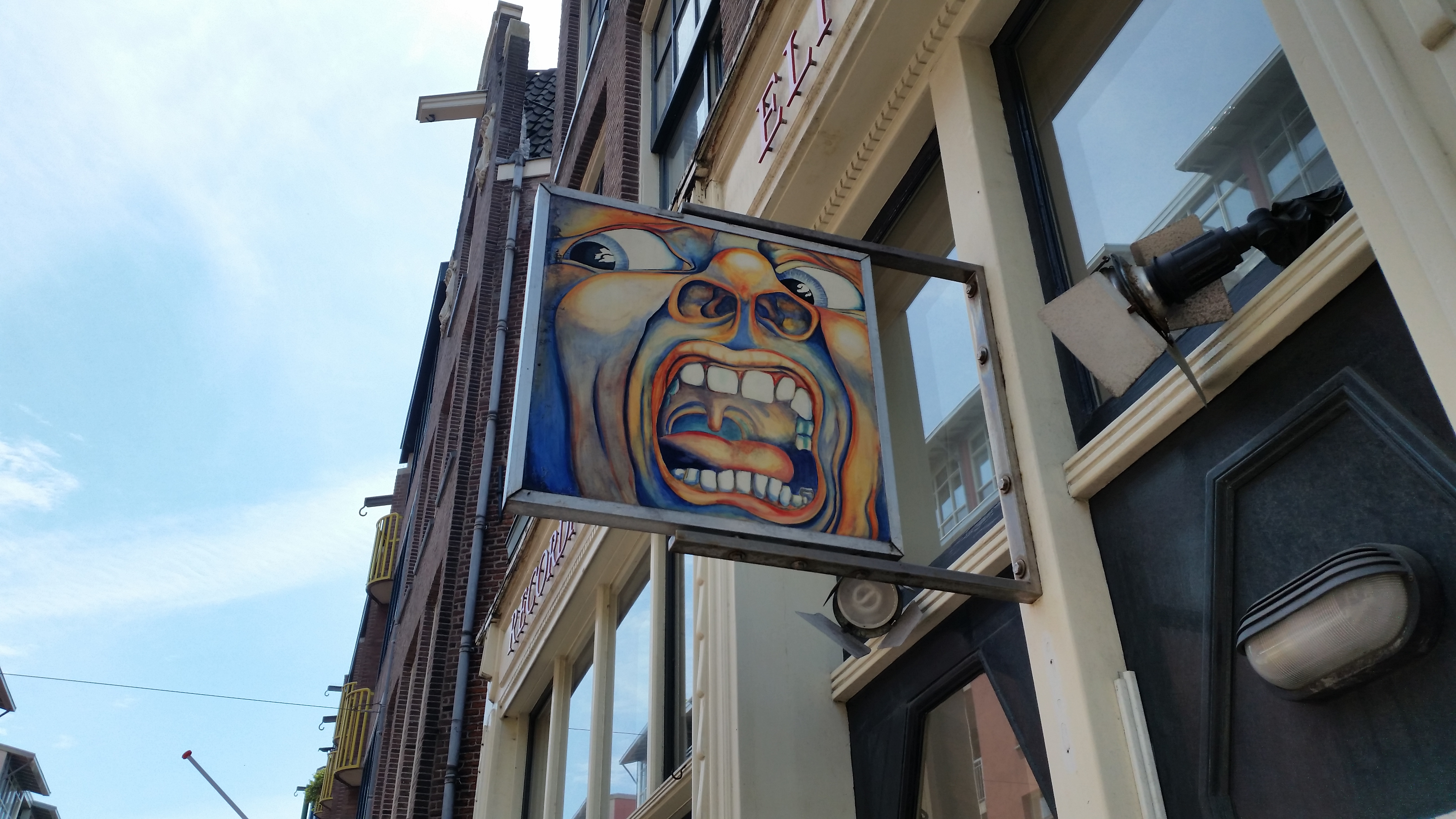
Gaper aan een platenwinkel in de Sint Antoniebreestraat; geïnspireerd op de platenhoes (juni 2020)

In the Court of the Crimson King  is het eerste album van de Britse progressieve rockband King Crimson.
Het album wordt door insiders gezien als een mijlpaal in de muziek; het geldt als een van de eerste albums uit de progressieve rock en is hiermee een van de wegbereiders van een nieuw genre. Op dit pad zouden er velen volgen, velen zouden de muziek van dit album als inspiratie gebruiken.
Het album bevat zeer uiteenlopende nummers. Het begint met 21st Century Schizoid Man, een hardrock-achtig nummer met sterk vervormde zang, om vervolgens over te gaan op het melodieuze I talk to the Wind met Ian McDonald excellerend op de fluit. Epitaph is het nummer waarin de zang van Greg Lake op zijn best uitkomt, met een subtiele balans tussen de akoestische gitaar en de mellotron. Moonchild is een bij die tijd horend psychedelisch stuk met een improvisatie in het gebied midden tussen rock, jazz en avant-garde. Het album eindigt met het titelstuk, waarop de akoestische gitaar, ondersteund door subtiel fluitspel, opbokst tegen dramatische zang, krachtig bas- en drumspel en een grote hoeveelheid strijkers uit de mellotron.
In the Court of the Crimson King is het enige album van King Crimson in de originele samenstelling.

## Tracklist
1. 21st Century Schizoid Man - 6:52 (Robert Fripp / Ian McDonald / Greg Lake / Michael Giles / Peter Sinfield) 
(inclusief: Mirrors)
2. I Talk To The Wind - 5:40 (Ian McDonald / Peter Sinfield)
3. Epitaph - 8:30 (Robert Fripp / Ian McDonald / Greg Lake / Michael Giles / Peter Sinfield) 
(inclusief: March For No Reason en Tomorrow And Tomorrow)
4. Moonchild - 12:09 (Robert Fripp / Ian McDonald / Greg Lake / Michael Giles / Peter Sinfield) 
(inclusief The Dream en The Illusion)
5. The Court Of The Crimson King - 8:48 (Ian McDonald / Peter Sinfield)
(inclusief: The Return Of The Firewitch en The Dance Of The Puppets)

## Bezetting
- Robert Fripp: gitaar
- Ian McDonald: keyboards, mellotron, blaasinstrumenten, vibrafoon, zang
- Greg Lake: bas, zang
- Michael Giles: drums, percussie, zang
- Peter Sinfield: teksten, licht